# Otari Dzidziguri
Otari Dzidziguri, gruz. ოთარ ძიძიგური, ros. Отари Шалвович Дзидзигури, Otari Szałwowicz Dzidziguri (ur. 6 sierpnia 1923, Gruzińska SRR, zm. 19??, Gruzja) – gruziński trener piłkarski.

## Kariera trenerska
W drugiej połowie sezonu 1963 prowadził Dnipro Krzemieńczuk. Potem trenował kluby Metallurg Olmaliq i Araj Stepnogorsk. W 1972 pracował na stanowisku dyrektora technicznego Dinamo Suchumi. Od maja 1973 do czerwca 1974 stał na czele białoruskiego Chimika Grodno.